# Michele Lanza (diplomatico)
Michele Lanza (Torino, 8 giugno 1906 – Madrid, 15 novembre 1973) è stato un diplomatico italiano.

## Biografia
Laureatosi in giurisprudenza nel 1928, iniziò la carriera diplomatica nel 1930. Ebbe subito l'incarico di segretario d'ambasciata in importanti delegazioni: a Mosca (1931-1934), Londra (1934-1937), Tunisi (1937-1939) e Berlino (1939-1943).
Giunto nella capitale tedesca il 20 ottobre 1939, quando la Germania era ormai in guerra da cinquanta giorni, raccolse le confidenze dell'ambasciatore Bernardo Attolico, che poi riportò nel libro Berlino, Ambasciata d'Italia, 1939-1943: «Sono riuscito a preservare il nostro Paese dalla guerra, ma Ribbentrop non me lo ha mai perdonato. Vuole la mia testa, e il Duce gliela darà».
Arrestato dai nazisti dopo l'8 settembre per essersi rifiutato di aderire alla Repubblica di Salò e consegnato all'Italia alle autorità fasciste, raggiunge la Valsesia ed entrato nel movimento partigiano è incaricato dei collegamenti fra Brigate Garibaldi e gli agenti britannici e americani in Svizzera.
Ritornato a Roma nel luglio del 1945, è addetto alla preparazione dei dibattiti delle Conferenza di pace di Parigi alla quale partecipa come segretario della delegazione italiana. È poi consigliere d'ambasciata ad Ankara (1947-50) e ad Atene (1950-53).
Capo dell'ufficio "Jugoslavia" al ministero degli Affari Esteri, partecipa ai negoziati per la soluzione del problema di Trieste (1953-54).
Successivamente è ministro plenipotenziario e poi ambasciatore a Baghdad (1954-58) e in Marocco (1958-63); capo della delegazione italiana alla Conferenza per il commercio e lo sviluppo (UNCTAD) a Ginevra; ambasciatore a New Delhi (1965-68) e a Copenaghen (1968-72) ove ebbe termine la sua carriera.
Ha pubblicato libri sotto il proprio nome e con lo pseudonimo di Mario da Baranca e Leonardo Simoni.

## Opere
- Michele Lanza (Pseudonimo Miki Lanza), I Primi Insetti, Torino, Ciriè, Tipografia Capellas, 1920.
- Michele Lanza (Pseudonimo Miki Lanza), Il Pianto del Volga ed altre leggende dell'antica Russia, Torino, Fratelli Treves, 1925.
- Michele Lanza (Pseudonimo Mario Da Baranca), Germania e Russia, 1921-1941, 20 anni di storia diplomatica, Milano, Istituto per gli Studi di Politica Internazionale, 1942.
- Michele Lanza (Pseudonimo Leonardo Simoni), Berlino, Ambasciata d'Italia, 1939-1943, Roma, Migliaresi, 1946.
- Berlin, Ambassade d'Italie, Robert Laffont, Collection Pavillons, Paris, 1947, pp. 493. (Pseudonyme Leonardo Simoni)
- Roma e l'Eredità di Alessandro – Gli esordi dell'espansionismo Romano in oriente, Edizioni di Comunità, Milano, 1971.
- Rom og arven efter Alexander, Olivetti Litteraturfond, 1971.
- Michele Lanza, Madama di Serracuore. Quasi una fantasia, Biella, Ramella Tipografi, 1972.